# Geng Din
Kang Ding o Geng Ding (庚丁) fue un rey de China de la dinastía Shang en el período c. 1170 - 1147 a. C.. Su nombre era Xiao (嚣). Ascendió al trono el año de Jiawu (甲午), y su capital era Yin Xu (殷).